# Квашнинская (Вологодская область)
Квашнинская — деревня в Тарногском районе Вологодской области.
Входит в состав Верховского сельского поселения, с точки зрения административно-территориального деления — в Верховский сельсовет.
Расстояние по автодороге до районного центра Тарногского Городка — 31 км, до центра муниципального образования Верховского Погоста — 11 км. Ближайшие населённые пункты — Семичаевская, Каплинская, Дуброва.
По переписи 2002 года население — 17 человек.